# Denis Hart
Denis James Hart (* 16. Mai 1941 in Melbourne) ist ein australischer Geistlicher und emeritierter römisch-katholischer Erzbischof von Melbourne.

## Leben
Der Bischof von Sale, Arthur Francis Fox, weihte ihn am 23. August 1975 zum Priester.
Papst Johannes Paul II. ernannte ihn am 10. November 1997 zum Titularbischof von Vagada und Weihbischof in Melbourne. Der Erzbischof von Melbourne, George Pell, spendete ihm am 9. Dezember desselben Jahres die Bischofsweihe; Mitkonsekratoren waren Hilton Forrest Deakin, Weihbischof in Melbourne, und Thomas Francis Little, Alterzbischof von Melbourne.
Am 22. Juni 2001 wurde er zum Erzbischof von Melbourne ernannt und am 1. August desselben Jahres in das Amt eingeführt.
Am 28. Oktober 2016 ernannte ihn Papst Franziskus zum Mitglied der Kongregation für den Gottesdienst und die Sakramentenordnung.
Papst Franziskus nahm am 29. Juni 2018 seinen altersbedingten Rücktritt an.